# The Originals (televisieserie)
The Originals is een Amerikaanse horror/fantasy-televisieserie. Het is een spin-off van de drama/fantasy-televisieserie The Vampire Diaries. Het kwam voor het eerst op televisie in Amerika op The CW en maakte toen deel uit van het televisieseizoen 2013-2014. De première van de serie verscheen op donderdag 3 oktober 2013 na The Vampire Diaries op het scherm. Een week later - op 8 oktober - werd hij naar dinsdag verschoven. Op 13 februari 2014 vernieuwde The CW de serie voor een tweede seizoen. Op 11 januari 2015 werd aangekondigd dat de serie ook een derde seizoen zou krijgen.  Uiteindelijk werden er vijf seizoenen gemaakt, beschikbaar op HBO MAX

## Productie
Op 11 januari 2013 werd bekendgemaakt dat er een zogenaamde "back-door pilot" over de Originelen met Joseph Morgan als Klaus zou komen. Het zou de naam The Originals krijgen en in april op televisie komen. Het was een poging om het om te zetten naar een serie voor het televisieseizoen 2013-2014. Op 26 april 2013 werd bekendgemaakt dat The Originals een serie zou worden. Het zou in de handen liggen van Julie Plec, zonder dat Kevin Williamson er iets mee te maken had. Seizoen een van de serie zou vanaf 15 oktober op het scherm verschijnen. The CW veranderde die beslissing; de datum werd gewijzigd naar 3 oktober 2013. Dit was dezelfde dag als de vijfde seizoenspremière van The Vampire Diaries. Op 10 oktober 2013 bestelde The CW drie afleveringen meer voor de serie. Op 11 november werd er beslist om de serie een volledig seizoen van tweeëntwintig afleveringen te geven.
Na de aflevering van 11 maart verliet Claire Holt de serie als hoofdrol. De actrice heeft wel bevestigd dat ze zal terugkeren in de serie, maar ze wil eerst tijd doorbrengen met enkele geliefden.

## Verhaal
The Originals is een spin-off van The Vampire Diaries dat rond de Mikaelson-familie draait. De serie draait dus rond Klaus (Joseph Morgan), Elijah, (Daniel Gillies) en Rebekah (Claire Holt). De serie speelt zich af in New Orleans.

### Seizoen 1
Wanneer Klaus een bericht krijgt dat er iemand in New Orleans iets plant dat een bedreiging vormt, gaat hij op onderzoek uit. Uiteindelijk sluiten zijn broer en zus zich bij hem aan. Dit is de eerste keer dat ze weer in New Orleans zijn sinds 1919. Ze hebben de stad in feite opgebouwd, maar ze moesten vluchten vanwege hun wraakzuchtige vader. In hun afwezigheid heeft Marcel, Klaus' protegé, de controle over de stad genomen inclusief de heksen en de weerwolven. Klaus redde Marcel van mishandeling en veranderde hem uiteindelijk in een vampier. Klaus komt er ook achter dat de weerwolf Hayley zwanger is van hem en een gevangene is van Sophie, een heks die een bepaald ritueel wil laten voltrekken en Marcels regeerperiode verwoesten. Hoewel Klaus eerst geen verantwoordelijkheid wil nemen voor alles wat er in de stad gebeurt, beslist Klaus uiteindelijk om te blijven. Hij wil de stad terugnemen van Marcel.
Hayley komt intussen in verschillende gevaarlijke situaties terecht. Ondanks dat ze de baby eerst als een vervelend gevolg ziet, wordt ze gehecht aan haar kind en vecht ervoor om haar te houden. Hayley krijgt ook gevoelens voor Elijah terwijl hij worstelt met zijn gevoelens. Camille - de serveerster van een lokaal café en een studente psychologie - vormt het middelpunt van een driehoeksverhouding tussen Klaus en Marcel. Camilles oom fungeert als priester en weet van het bestaan van het bovennatuurlijke. Klaus en Elijah krijgen te horen dat Marcel een geheim wapen heeft. Dit blijkt een jonge heks te zijn genaamd Davina. Marcel redde haar van een offerritueel van de heksen. Het ritueel bestond om alle generaties van New Orleans-heksen gerust te stellen door vier meisjes te offeren. Davina was het laatste meisje dat overbleef. Door dit ritueel heeft ze veel macht gekregen en vormt ze uiteindelijk een gevaar voor zichzelf. Klaus werpt na een tijdje Marcel van zijn troon en is de nieuwe "koning" van New Orleans.
Davina wil intussen enkel een echt tienerleven, maar valt ten prooi aan het bovennatuurlijke deel van de stad. Ze helpt Camille om Klaus' dwang van haar te verwijderen. Camille weet nu alles over het bovennatuurlijke. Davina verliest de controle over haar magie en beslist om het ritueel te voltrekken. Sophie zorgt hiervoor en onthult dat de vier offers weer tot leven zullen komen. Maar een andere heks - die bezeten is door de geest van een zekere Celeste - brengt drie andere krachtige heksen tot leven. Er wordt ook onthuld dat Marcel en Rebekah ooit een relatie hadden. Klaus verbood ze echter om samen te komen waardoor het verliefde duo besloten om Mikael - hun vader - naar New Orleans te halen. Ze roepen hierbij de hulp van een heks in. Deze heks, Genevieve, is nu weer terug tot leven gebracht en zorgt ervoor dat Klaus alles te weten komt. Mikaels verschijning vormde immers de reden voor hun vlucht in 1919; Rebekah en Elijah moesten immers ook vluchten. Tijdens een gevaarlijke confrontatie vergeeft Klaus Rebekah en Marcel. Rebekah verlaat dan de stad om haar eigen leven te leiden. Celeste en de andere twee heksen die tot leven gewekt zijn proberen intussen Klaus het leven zuur te maken voordat dit allemaal aan het licht komt, maar worden een voor een gedood. Door deze sterfgevallen komen de vier offers een voor een weer tot leven. Sophies nicht is de eerste. Sophie is blij om haar terug te zien, maar ontdekt al snel dat Monique veranderd is. Ze luistert nu voor altijd naar de heksen en vermoord Sophie omdat deze niet gewillig is zoals zij. Davina komt uiteindelijk ook weer tot leven.
Hayley ontdekt intussen haar afkomst en probeert de weerwolven te helpen. Stiekem proberen deze achter haar rug de macht over New Orleans te nemen. Elijah probeert vrede te brengen in de stad door met de mensen, de vampiers, de heksen en de weerwolven een soort van raad te vormen. Maar onderlinge spanningen bedreigen alles. Pastoor Kieran is behekst door een van de gewezen verrezen heksen. Hij sterft aan deze vloek. Marcel bouwt intussen een opstand op om Klaus weer omver te werpen.
Naar het einde van het seizoen toe maken de heksen een plan om Klaus' en Hayleys kind te doden. Dit werd ingefluisterd door de geesten van overleden heksen die het kind als een bedreiging voor de normale gang van zaken zien. Hayley bevalt dan van een dochter en deze wordt ontvoerd voor een ritueel. Monique dood Hayley meteen na de geboorte. Genevieve, die wraak wilt, doet mee aan het maken van maanringen voor Klaus. Maar als haar wraak blijkt dat ze niet voor Klaus zijn, maar voor Hayley's weerwolvengroep. Elke keer als een weerwolf die ring gebruikt, zal Klaus zijn kracht verminderen. Hayley wordt uiteindelijk een hybride door het bloed van haar baby, die zelf een hybride is (heks, vampier en weerwolf). Hayley is uit voor wraak. Monique, Genevieve en een andere heks vallen onder Klaus', Elijahs en Hayley's wraak. De weerwolven en Marcels volgers belanden in een gevecht waarbij de vampiers de verliezers zijn. Davina brengt intussen in het geheim Mikael tot leven en deze vermoord de overlevende vampiers. Als afsluiter van het seizoen blijkt dat Esther, de moeder van Klaus, Rebekah en Elijah, in het lichaam zit van het laatste meisje dat geofferd werd. Samen met haar andere zoon, Finn, wil ze de Originelen verwoesten. Klaus, Elijah, Hayley en Marcel beslissen om de dood van Klaus' dochter te ensceneren. Ze zullen de schuld op de weerwolvengroep van Hayley schuiven. Marcel laat zich dwingen door Klaus om het te vergeten. Klaus geeft zijn dochter aan Rebekah, die weer even terugkomt om haar mee te nemen en haar veilig te houden. Klaus onthult dat de naam van zijn dochter Hope is.

## Rolverdeling

### Hoofdrollen
- Joseph Morgan als Klaus Mikaelson, het hoofdpersonage. Hij is de eerste hybrid; half vampier en half weerwolf. Klaus is een van de oudste en machtige bovennatuurlijke wezens in de geschiedenis maar hij heeft een zwakheid, zeker voor zijn familie.
- Daniel Gillies als Elijah Mikaelson. Hij is een van de eerste vampiers en hoewel zijn vele ruzies met Klaus, probeert hij altijd zijn broer op het rechte pad te houden.
- Claire Holt as Rebekah Mikaelson. Zij is een van de eerste vampiers en is een vrouw die zal vechten voor wat ze wil. Zij is de jongste van de familie. Toen vele vijanden het leven bedreigden van de familie, nam zij Klaus' dochter Hope mee om haar zo veilig te houden.
- Phoebe Tonkin as Hayley Marshall-Kenner, een weerwolf die een dochter kreeg met Klaus. Ze is nu een hybrid net zoals Klaus en haar dochter. Hayley heeft een complexe relatie met Elijah en hoewel ze gevoelens voor elkaar hebben, trouwt Hayley later met Jackson Kenner, een andere weerwolf.
- Charles Michael Davis als Marcel Gerard, een vampier die veranderd werd door Klaus. Hij wordt later zijn rechterhand totdat Marcel Klaus verraadt. Marcel heeft het vaak moeilijk om te kiezen tussen het goede en het kwade.
- Daniella Pineda als Sophie Deveraux (seizoen 1), een heks in New Orleans die het pad kruist met Klaus en Elijah. Zij is degene die aan Hayley onthuld dat ze zwanger is van Klaus, iets dat normaal nooit had kunnen gebeuren. Ze wordt later vermoord.
- Leah Pipes als Camille O'Connell, een therapeut bij wie Klaus vaak raad zoekt. Cami wordt later in een vampier veranderd en heeft moeite haar weg te vinden in de bovennatuurlijke wereld. Maar ze sterft aan het einde van seizoen 3.
- Danielle Campbell als Davina Claire (seizoen 1-3), een jonge en machtige heks die werd opgevoed door Marcel. Ze wordt later verliefd op Kol, de broer van Klaus maar sterft op het einde van seizoen 3.
- Yusuf Gatewood als Vincent Griffith (seizoen 2-5), een heks die eerst werd bezeten door Finn, de oudste broer van Klaus, en momenteel de leider van alle heksen in New Orleans.
- Riley Voelkel als  Freya Mikaelson (seizoen 2-5), een eeuwenoude heks en de oudste zus van Klaus die nog maar recent herenigd werd met haar familie.
- Danielle Rose Russell als Hope Mikaelson (seizoen 5), tienerdochter van Klaus en Hayley en een krachtig bovennatuurlijk wezen, omdat ze de drievoudige afstamming van vampier, weerwolf en heks in zich draagt.

### Bijrollen
- Eka Darville als Diego, hij was eens een mens die toen in een vampier werd veranderd door Marcel. Hij was een van Marcels wachters en was lid van zijn trouwe garde die daglichtringen kregen. Hij is loyaal aan Marcel en aan zijn vrienden waaronder Thierry. Net als Thierry vertrouwde Diego de Originele Vampiers niet. In seizoen 1 werd Diego de leider van de vampiers die in New Orleans achterbleven nadat Elijah hun privileges introk.
- Steven Krueger als Joshua "Josh" Rosza, Joshua was een mens die de beste vriend was van Tina. Maar toen ze in New Orleans aankwamen, werd hij vermoord met Klaus' bloed in zijn systeem waardoor hij een vampier werd. Hij is nu een vampier en was Klaus' spion bij Marcel. Klaus had hem gedwongen om op Marcel te spioneren. Davina verwijderde deze dwang en ze werden later goede vrienden.
- Todd Stashwick als Kieran O'Connell (seizoen 1), hij was een priester met een duister verleden. Volgens Kieran was zijn parochie het hart van de wijk tot er een bloedbad plaatsvond in de kerk. Kieran drinkt ijzerhard en weet veel van vampiers, inclusief de Originelen. Hij hield zich niet bezig Marcels plannen, maar hij durfde wel op te komen voor het welzijn van de mensen in de gemeenschap. Kieran was een bondgenoot van de heksen tot ze hem verraden. Er werd een vloek op hem gelegd. Zijn nicht Camille probeerde hem nog te redden, maar hij bezweek uiteindelijk.
- Elyse Levesque als Genevieve (seizoen 1), ze was een krachtige heks die terug tot leven kwam dankzij Celeste Dubois terwijl die laatste in Sabine's lichaam zat. Celeste gebruikte de energie van De Oogst om dit klaar te spelen. Zij had nog een rekening te vereffenen met Rebekah en Marcel. Samen met Celeste en Bastianna Natale vormde ze een van de grootste antagonisten in het eerste seizoen. Ze was eerder een Ouderheks van de New Oreans-heksencoven en kreeg deze titel terug na haar wederopstanding. Ze werd gedood door Hayley nadat ze probeerde om diens dochter te offeren om de heksenvoorouders gerust te stellen.
- Callard Harris als Thierry Vanchure, hij was een mens in de jaren veertig van de negentiende eeuw. Marcel vond hem nabij de dood in een oorlogsziekenhuis en veranderde hem in een vampier. Hij was een goede muzikant en Marcels beste vriend. Thierry belandde echter in een groot complot. Omdat hij een andere vampier vermoordde om zijn geliefde heks te beschermen, werd hij veroordeeld tot gevangenschap voor honderd jaar door Marcel. Thierry vindt later getrouwheid bij Rebekah, die New Orleans van Klaus en Marcel wil nemen.
- Raney Branch en Shannon Kane als Celeste Marie Helene Dubois en Sabine Laurent (seizoen 1), Celeste was een oude, extreem krachtige heks en een van de antagonisten van het eerste seizoen. Ze had een relatie met Elijah in de achttiende eeuw. Haar fysieke lichaam ging eeuwen geleden dood, maar ze hield niet op met bestaan. Ze nam immers de lichamen van andere heksen in New Orleans over. Haar laatste lichaam was dat van Sabine Laurent.
- Yasmine Al Bustami als Monique Deveraux (seizoen 1), Monique was een heks en de dochter van Jane-Anne Deveraux. Ze was ook de nicht van Sophie. Ze werd gekozen om deel uit te maken van De Oogst samen met Cassie, Abigail en haar voormalige beste vriendin Davina. Ze vermoordde haar eigen tante en wilde ook Klaus en de andere vampiers weghalen uit New Orleans. Ze sloot zich aan bij Celeste. Ze wordt vermoord door Marcel in de seizoensfinale van het eerste seizoen.
- Sebastian Roché als Mikael, Mikael staat ook bekend als De Jager en De Vernietiger, omdat hij achter zijn eigen kinderen aanzit en alle ravage die hij aanricht. Hij is een van de Originele Vampiers en de Originele Vampierjager. Hij is de man van de Originele Heks Esther. Hij is de vader van Freya, Finn, Elijah, Kol, Rebekah en Hendrik. Mikael is de stiefvader van Klaus. Hij behandelde zijn kinderen altijd slecht, vooral Klaus kreeg veel te verduren. In derde seizoen  van The Vampire Diaries werd hij door Klaus vermoord. In de eerste seizoensfinale van The Originals wordt hij tot leven gebracht.
- Alice Evans als Esther Mikaelson, de moeder van Freya, Finn, Elijah, Klaus, Kol, Rebekah en Hendrik (die gestorven is) en tevens degene die het ras van de vampiers heeft gemaakt. Oorspronkelijk had ze de bedoeling om haar kinderen te beschermen van de weerwolven die voordien al haar jongste zoon, Hendrik, hadden vermoord. Omdat ze een heks is, moet ze de natuur beschermen maar door haar kinderen in vampiers te veranderen, brak ze deze belofte. Ze wordt later vermoord door haar eigen zoon Klaus nadat ze een vloek over hem uitsprak die ervoor zorgde dat hij niet langer een hybrid (half-vampier/weerwolf) was. De andere heksen zorgde ervoor dat Esthers lichaam in perfect staat bleef zodat ze ooit op een dag kon terugkeren om haar fout recht te zetten. In seizoen 3 van The Vampire Diaries keert ze terug en verandert ze Alaric in de ultieme vampierenjager die niet alleen onsterfelijk is maar onverslaanbaar is en zo de enige is die haar kinderen kan vermoorden. Haar plan mislukt en ze wordt opnieuw vermoord door Alaric. Ze keert opnieuw terug in op het einde van het eerste seizoen van The Originals. Ze neemt het lichaam over van de jonge heks, Cassie (Natalie Dreyfuss) en begint een complot tegen Klaus. Later neemt ze het lichaam over van de heks Lenore Shaw (Sonja Sohn) en probeert ze haar kinderen opnieuw voor zich te winnen door hen te beloven dat ze hun nieuwe, menselijke, lichamen zal geven. In seizoen 2 wordt ook onthuld dat toen Esther jong was, ze hulp zocht van haar oudere zus, Dahlia omdat zij en Mikael geen kinderen konden krijgen. Ze kregen uiteindelijk een dochter, Freya en 2 zonen, Finn en Elijah. Dahlia keerde later terug om Freya mee te nemen als ruil dat ze Esther de mogelijkheid gaf om kinderen te krijgen. Esther zocht hulp in donkere magie om haar zus te verslaan en haar andere kinderen te kunnen beschermen. Ze had later een affaire met een weerwolf genaamd Ansel met wie ze een kind, Klaus kreeg.
- Nathaniel Buzolic als Kol Mikaelson, de jongste broer van Klaus, Finn, Freya, Elijah en Rebekah. Hij was ook de meest brutale telg van de familie. Hij wordt vermoord door Elena in seizoen 4 van The Vampire Diaries en keert nadien terug als een geest om wraak op haar te nemen. Hij keert opnieuw terug in seizoen 5 en waarschuwt Matt dat de "andere kant" stilaan aan het verdwijnen is. In het tweede seizoen van The Originals blijkt dat Kol is teruggebracht door zijn moeder en dat hij nu het lichaam heeft overgenomen van Kaleb (Daniel Sharman). Hij sluit vriendschap met Davina die geen idee heeft wie hij werkelijk is.
- Nathan Parsons als Jackson Kenner (seizoen 1-3). Jackson komt van een koninklijke familie van weerwolven die goede vrienden zijn met een andere royale weerwolf familie namelijk de Labonair-familie. Jackson moest normaal gezien trouwen met Hayley Marshall wanneer ze volwassen werden. Hun ouders hadden alles gepland. Zo konden de weerwolven samen vechten tegen de vampiers van New Orleans. Velen van hun stierven echter en anderen werden behekst. Degenen die behekst waren, moesten overdag in hun wolfvorm blijven behalve op de avond van een volle maan. Toen werden ze weer mensen. Jackson en Hayley trouwen eindelijk toch.
- Nina Dobrev als Tatia (seizoen 2), Tatia was een voorouder van Katherine Pierce en Elena Gilbert. Toen Klaus en Elijah nog mensen waren werden ze allebei verliefd op Tatia. Haar bloed werd later gebruikt om hen in de eerste vampiers te veranderen. Ze werd later als een offer gebruikt door Esther om Klaus te vervloeken zodat hij niet langer een hybrid zou zijn. Vele eeuwen later zou Katerina Petrova geboren worden, de dubbelganger van Tatia en wier bloed Klaus zou bevrijden van zijn vloek. Het is uiteindelijk Tatia's tweede dubbelganger, Elena Gilbert, die Klaus opnieuw in een hybrid doet veranderen. Lange tijd geloofden Elijah en Klaus dat hun moeder Tatia gedood had maar in seizoen 2 wordt onthuld dat Elijah haar had vermoord maar dat Esther zijn geheugen gewist had zodat hij geen schuldgevoelens zou hebben.

## Afleveringen
| Seizoen nr. | Aantal afleveringen | Première, kijkers     | Slot, kijkers          | Gemiddeld aantal kijkers (in miljoenen) |
| ----------- | ------------------- | --------------------- | ---------------------- | --------------------------------------- |
| 1           | 22                  | 3 oktober 2013 (2,21) | 13 mei 2014 (1,76)     | 2,05                                    |
| 2           | 22                  | 6 oktober 2014 (1,37) | 11 mei 2015 (1,19)     | 1,31                                    |
| 3           | 22                  | 8 oktober 2015 (0,89) | 20 mei 2016 (0,85)     | 0,93                                    |
| 4           | 13                  | 17 maart 2017 (1,05)  | 23 juni 2017 (0,80)    | 0,87                                    |
| 5           | 13                  | 18 april 2018 (0,97)  | 1 augustus 2018 (0,86) | 0,83                                    |